# Jürgen Stroop
Jürgen Stroop (nascido Josef) (Detmold, 26 de setembro de 1895 – Varsóvia, 6 de março de 1952) foi um SS-Gruppenführer das Waffen-SS nazistas e comandante responsável pela repressão ao Levante do Gueto de Varsóvia, ocorrido em agosto de 1943 na capital da Polônia ocupada durante a II Guerra Mundial.

## Vida
Stroop era filho de um policial e com apenas uma educação elementar foi trabalhar como aprendiz num cartório de registro de terras em sua cidade natal de Detmold até a I Guerra Mundial. Durante a guerra se alistou no exército alemão aonde chegou à patente de sargento, voltando ao seu trabalho anterior ao fim do conflito.
Passando a integrar a SS em 1932, Stroop serviu em diversas funções antes da II Guerra chegando ao posto de SS-Standartenführer em 1938. Com a invasão da Polônia no ano seguinte, ele comandou a SS na cidade de Gniezno. Em maio de 1941, por razões ideológicas, mudaria seu nome de Josef (o nome de Stalin) para Jürgen.
Em abril de 1943, Heinrich Himmler entregou a Stroop, agora SS-Gruppenführer, o comando das SS e da polícia na cidade de Varsóvia. Um veterano da I Guerra, Stroop tinha estado envolvido em operações contra guerrilheiros soviéticos na Ucrânia e possuía experiência em contra-insurgência. Em agosto, ele entraria para a história num dos mais celebres episódios da guerra, quando comandou a repressão nazista ao Levante do Gueto de Varsóvia, onde milhares de judeus poloneses se insurgiram de armas na mão contra as condições de fome, opressão e lento extermínio em que viviam e foram aniquilados pelas tropas das SS, enquanto velhos, mulheres e crianças foram deportados para os campos de concentração.
Após um inicio de combates em que os alemães foram surpreendidos pela forte resistência armada dos judeus, sendo obrigados a recuar, Stroop invadiu o gueto com artilharia, canhões e milhares de soldados, explodindo e demolindo edifícios, casas, sinagogas e colocando fogo em todo o complexo, matando todos os resistentes e deportando os sobreviventes. Depois de demolir completamente o gueto transformando-o em terra arrasada, enviou um relatório a Himmler, comunicando que o “Gueto de Varsóvia não mais existe”. Este documento, conhecido como “Relatório Stroop”, seria usado contra ele no Julgamento de Nuremberg.
Após este episódio brutal de demonstração de força, Stroop foi transferido para a Grécia como comandante SS e chefe de polícia, mas seus métodos eram tão violentos que a administração local se recusou a colaborar com ele, proibindo a polícia de cooperar com as tropas alemães o que causou sua transferência para a área do Reno até o fim da guerra.
Ao fim da guerra, Stroop foi preso pelos Aliados e transferido de volta para a Polônia, onde foi julgado e condenado como genocida e criminoso de guerra, sendo executado em Varsóvia em março de 1952.
Enquanto esperava a execução na prisão, Stroop foi ironicamente colocado na mesma cela que Kazimierz Moczarski, um ex-combatente da resistência polonesa em Varsóvia que sobreviveu à guerra e agora era um prisioneiro político do governo comunista da Polônia; das conversas trocadas entre os dois, Moczarski escreveria o livro Conversas com um Carrasco ("Rozmowy z katem").